# جايسون جاكسون (مقاتل)
جايسون جاكسون (بالإنجليزية: Jason Jackson؛ مواليد 30 أكتوبر 1990) هو مُقاتل فنون قتالية مختلطة جامايكي.

## وصلات خارجية
- جايسون جاكسون (مقاتل) على موقع بيلاتور (الإنجليزية)
- جايسون جاكسون (مقاتل) على موقع شيردوغ (الإنجليزية)
- جايسون جاكسون (مقاتل) على موقع Tapology.com (الإنجليزية)